# Змейово
 Тази статия е за селото в област Стара Загора.  За селото в област Добрич вижте Змеево.  
Вижте пояснителната страница за други значения на Дервент.
Змейово е село в Южна България, община Стара Загора, област Стара Загора. До 1902 година името на селото е Дервент. Произношението на името на селото в местния диалект е Змеево.

## География
Змейово се намира в полупланински район в централната част на Средна Гора. Селото е отдалечено на 7 км от областния град Стара Загора. В близост до него се намира пещерата „Змейова дупка“ и село Ягода, което разполага с минерални извори. Непосредствено над източната част на селото се издига по-малък хълм, който по форма наподобява връх Бетера, поради което е наречен „Малък Бетер“.

## Забележителности
Читалище „Пробуда“, с. Змейово разполага с танцов и певчески състав, както и библиотека.
Старото име на селото е Дервент, което на турски значи проход. В близост има минерални извори.
След края на Руско-турската война (1828 – 1829 г.) цялото село се изнася с отстъпващите руски части и достига до Северна Добруджа. При завръщането си част от родовете се заселват в Търновско.
Селото е предпочитано за отдих и ловен туризъм в Средна гора. Много старозагорци имат там вили. Все повече се наблюдава явлението по-заможни старозагорци да предпочитат да живеят в Змейово поради близостта до Стара Загора и изключително чистия въздух.
Църквата „Свети Николай“ е от 1837 година. Празникът на селото е Никулден, като се почита свети Никола, покровителят на рибарите. Всяка година на шести декември се прави събор на селото, който е съпроводен с много веселба, вино и задължителната скумрия на скара.

## Други
В Змейово има условия за селски туризъм – може да се наемат къщи под наем. Също има и два хотела с прилежащи ресторант и механа в стар български стил.
Змейово е прочуто и със Змейовския пелин. Празникът на пелина е на Игнажден – 21 декември.
Край Змейово се намира Военен полигон „Змейово“.
Има жп гара по едноколовозната електрифицирана отсечка Тулово – Стара Загора.

## Личности
Родени в Змейово
- Йови Воденичаров (1850 – 1915), бивш кмет на Бургас,
- Христо Богоев (1855 – 1930), адвокат, бивш кмет на Бургас,
- Никола Баров (1920 – ?), бивш кмет на Стара Загора,
- Георги Иванов Ноев (1860 - 1938) - помощник-кмет на Варна.[4]